# Kanodar
Kanodar là một thị trấn thống kê (census town) của quận Banas Kantha thuộc bang Gujarat, Ấn Độ.

## Địa lý
Kanodar có vị trí 24°06′B 72°23′Đ / 24,1°B 72,38°Đ Nó có độ cao trung bình là 171 mét (561 feet).

## Nhân khẩu
Theo điều tra dân số năm 2001 của Ấn Độ, Kanodar có dân số 11.128 người. Phái nam chiếm 50% tổng số dân và phái nữ chiếm 50%. Kanodar có tỷ lệ 74% biết đọc biết viết, cao hơn tỷ lệ trung bình toàn quốc là 59,5%: tỷ lệ cho phái nam là 80%, và tỷ lệ cho phái nữ là 69%. Tại Kanodar, 15% dân số nhỏ hơn 6 tuổi.